# Александр (Бялозор)
Епи́скоп Алекса́ндр (в миру Александр Адольфович Белозер или Бялозор; 1866, Бобруйск, Минская губерния — 11 мая 1933, Ейск) — епископ Русской православной церкви, епископ Донской.

## Биография
Отец был поляком, работал секретарём в городской думе, мать — белоруска. Родители развелись, когда Александру было 3 года, и мать с сыном переехала в Тифлис.
В 1874 году мать умерла, и мальчика воспитывала женщина, ранее помогавшая ей по хозяйству. Вскоре она отдала ребёнка в архиерейский дом Астрахани, где его взял на попечение епископ Евгений (Шерешилов). Благодаря его заботам в Александр поступил в Астраханское духовное училище, окончив которое в 1882 году, поступил в Астраханскую духовную семинарию.
В 1886 году, окончив четыре класса семинарии, уехал в Смоленск, предполагая заняться артистической деятельностью. Однако, тяжело заболев и раскаявшись, вернулся к епископу Евгению и испросил у него прощение.
В 1889 году епископ Евгений был назначен на Ставропольскую кафедру, и с 1890 года Александр служил делопроизводителем при Ставропольском архиерейском доме.
1 сентября 1891 года епископом Евгением рукоположён во диакона и назначен к Иеремеевской церкви Ставропольского духовного училища. 29 января 1892 года рукоположён во священника и назначен к Пантелеимоновской церкви города Ейска Ставропольской епархии. Одновременно законоучитель Второго Ейского мужского начального училища. 2 сентября 1895 года награждён набедренником.
16 июня 1899 года назначен настоятелем Казанской церкви при Ейской школе ремесленных учеников, где одновременно был законоучителем. Одновременно служил законоучителем Ейского Александровского четырёхклассного училища. 28 марта 1901 года награждён бархатной фиолетовой скуфьёй.
В 1902 году назначен настоятелем Вознесенской церкви при городской богадельне Ейска. Одновременно с 1903 года законоучитель 1-го и 2-го женских народных училищ города Ейска. 24 марта 1907 года награждён камилавкой.
9 ноября 1907 года утверждён духовником клириков Ейского округа.
30 марта 1910 года награждён наперсным крестом, от Святейшего Синода выдаваемым.
19 апреля 1917 назначен благочинным ейских городских церквей.
В мае 1919 года Временное высшее церковное управление на Юго-Востоке России образовало Кубанскую епархию, клириком которой стал священник Александр Белозор. Примерно в то же время указом ВВЦУ на Юго-Востоке России награждён саном протоиерея. Ежедневно совершал литургию.
В 1922 году уклонился в обновленчество. В том же году, будучи к тому времени вдовым священником, был вызван обновленческим Высшим Церковным Управлением в Москву, где в декабре того же года был рукоположён обновленцами во епископа Ставропольского и Кавказского с кафедрой в Казанском соборе Ставрополя.
В марте 1923 году переведён епископом Таганрогским, викарий Ростовской (на Дону) обновленческой епархии, с кафедрой в Успенском соборе Таганрога. 30 сентября того же года уволен на покое по болезни и вернулся в Ейск.
С 5 августа по 11 ноября 1924 год временно управляющий Таганрогской обновленческой епархией.
По совету православных города Таганрога выехал в Москву, где через покаяние был в 1925 году был принят Патриархом Тихоном в общение с Церковью. Патриарх Тихон подарил ему омофор и антиминс, и он, пребывая на покое, возобновил ежедневное богослужение. Жил в Ейске.
В августе 1930 года, несмотря на внутреннее осуждение политики митрополита Сергия (Страгородского), обратился к нему с просьбой о предоставлении места и был назначен епископом Барнаульским. Кафедра располагалась в Одигитриевской церкви Барнаула.
В апреле 1931 года назначен епископом Донским. Кафедра располагалась во Введенской церкви станицы Усть-Белокалитвенской Шахтинского района.
По состоянию здоровья подал прошение об увольнении за штат, которое было удовлетворено в марте 1932 года. Поселился в Ейске.
Арестован 18 января 1933 года в Ейске. Обвинён в том, что «состоял членом контр.революционной монархической повстанческой организации. велась пропаганда среди казачества против Советской власти». Под давлением следствия признал себя виновным. Тройкой при ПП ОГПУ 7 мая 1933 года приговорён к расстрелу, который был приведён в исполнение 11 мая 1933 года.